# Yeniçiftlik, Biga
Yeniçiftlik là một xã thuộc huyện Biga, tỉnh Çanakkale, Thổ Nhĩ Kỳ. Dân số thời điểm năm 2011 là 1.401 người.